# Glenognatha globosa
Glenognatha globosa là một loài nhện trong họ Tetragnathidae.
Loài này thuộc chi Glenognatha. Glenognatha globosa được miêu tả năm 1925 bởi Petrunkevitch.